# Nuzi
Nuzi (anche Nouzi o Nuzu; accadico: Gasur; odierna Yorghan Tepe, Iraq) era un'antica città mesopotamica posta a sud-ovest di Kirkuk nell'attuale Governatorato di Kirkuk in Iraq, nei pressi del fiume Tigri. Il sito è composto da un tell di medie dimensioni di più periodi, e di due piccoli tumuli di un singolo periodo.

## Storia
La città di Gasur fu apparentemente fondata durante l'Impero accadico alla fine del III millennio a.C. A metà del II millennio a.C. gli Hurriti assorbirono la città rinominandola Nuzi. La storia del sito nel periodo successivo non è chiara, anche se la presenza di poche tavole cuneiformi provenienti dall'Assiria indica la presenza di commercio con la vicina Assur. Dopo la caduta del regno hurrita di Mitanni per mano degli Ittiti, Nuzi finì in mano agli Assiri e ne iniziò il declino. Mentre il periodo hurrita del sito è ben conosciuto, essendo stato ampiamente scavato dal punto di vista archeologico, la storia precedente è ancora in parte oscura a causa della carenza di scavi e studi. La storia di Nuzi è strettamente connessa con quella delle vicine Eshnunna e Khafaja.

## Archeologia
Nonostante le prime tavolette provenienti da Yorghan Tepe siano state scoperte nel 1896, i primi scavi archeologici seri avvennero nel 1925, dopo che Gertrude Bell notò le tavolette nei mercati di Baghdad. Gli scavi furono principalmente effettuati da Edward Chiera, Robert Pfeiffer e Richard Starr, sotto il controllo del Museo dell'Iraq e della Scuola di Baghdad delle American Schools of Oriental Research, e in seguito dell'Università di Harvard e del Fogg Art Museum. Gli scavi proseguirono per tutto il 1931. Il sito mostrò 15 livelli di occupazione. Le centinaia di tavolette e altri reperti furono pubblicati in una serie di volumi. Altri ritrovamenti continuano tuttora ad essere pubblicati.
Ad oggi (2011), sono state scoperte circa 5000 tavolette, molte delle quali esposte presso l'Oriental Institute, l'Harvard Semitic Museum e il Museo nazionale iracheno di Baghdad. Molte si riferiscono a controversie legali e documenti d'affari, e circa un quarto descrivono le transazioni finanziarie di una sola famiglia. Gran parte dei reperti risalgono al periodo Hurrita, II millennio a.C., mentre il resto risale alla fondazione della città durante l'impero accadico. Forse l'oggetto più famoso rinvenuto è una mappa della zona locale risalente al periodo accadico. Un archivio contemporaneo all'archivio hurrita di Nuzi è stato scavato nel "Palazzo Verde" presso il sito di Tell al-Fakhar, 35 km a sud-ovest di Nuzi.